# Praedinius Gymnasium (Groningen)

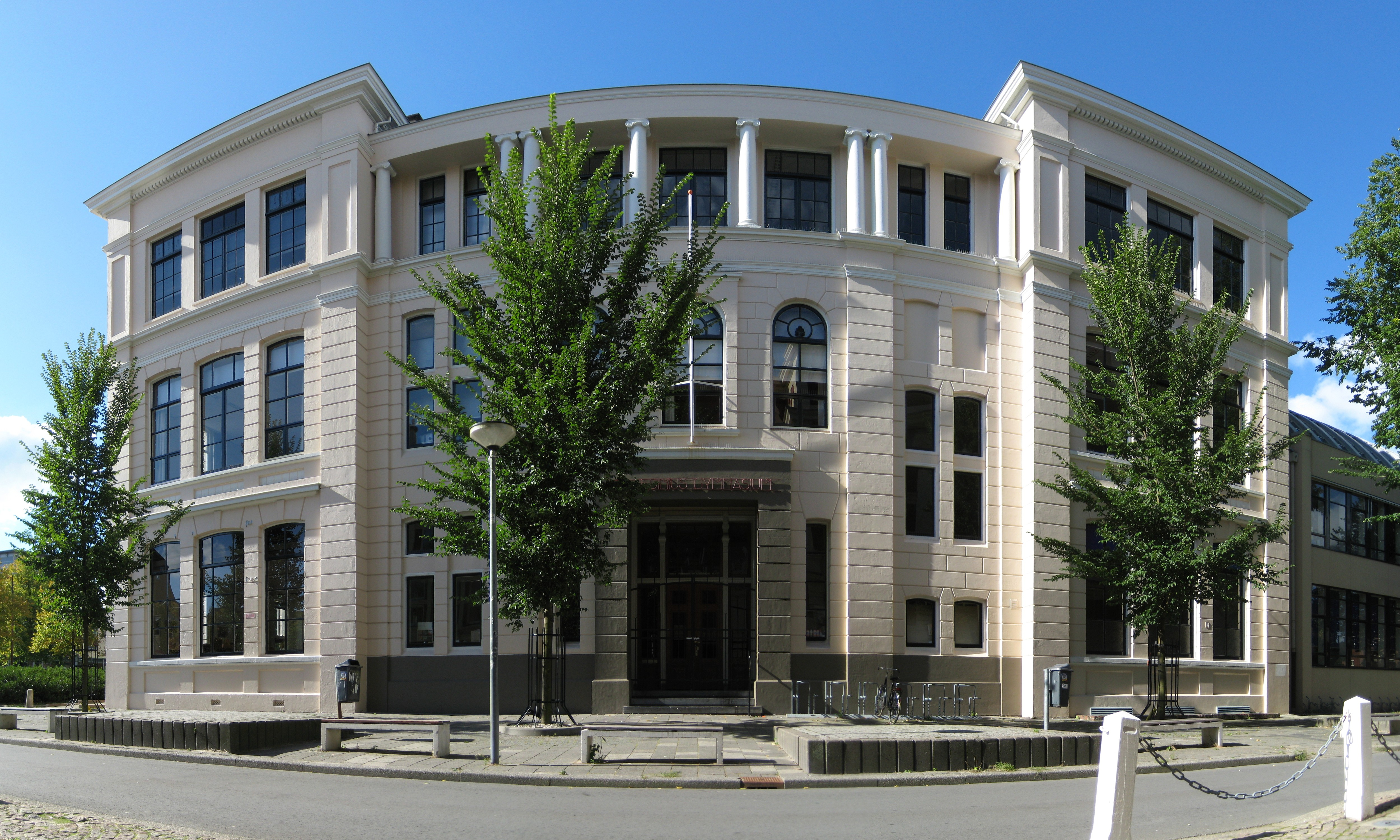
Praedinius Gymnasium am Turfsingel (erbaut 1880 bis 1882 und Rijksmonument)

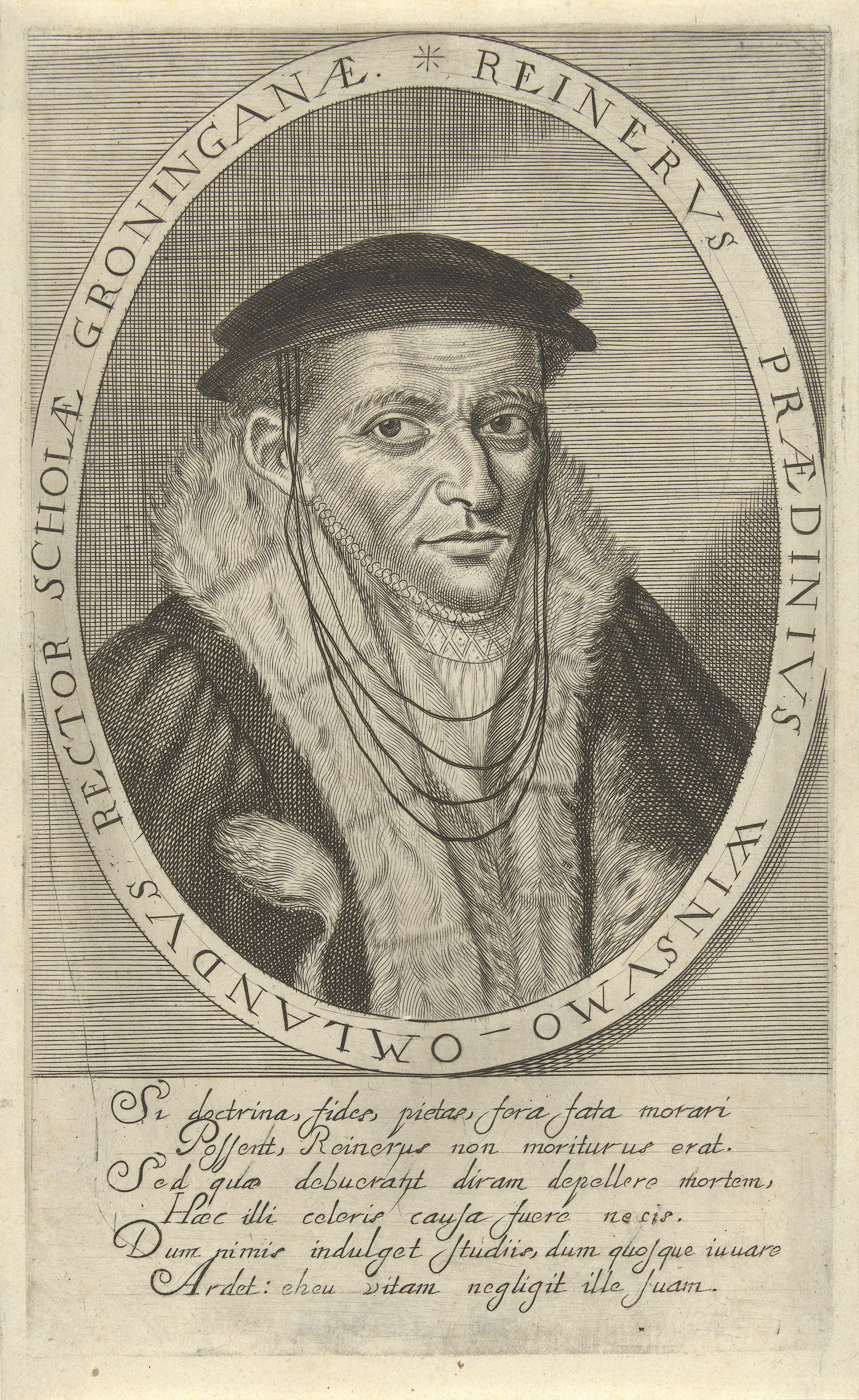
Ehem. Rektor und Humanist Regnerus Praedinius (1510–1559)

Das Praedinius Gymnasium ist ein niederländisches, privates (openbaar) Kategorialgymnasium, das seine Schüler auswählen darf, in der Stadt Groningen. Es ist in zwei Gebäuden untergebracht, im Hauptgebäude am Turfsingel 82 und daneben an der Kruitlaan 11. Das Gymnasium hat etwa 1000 Schüler und 90 Lehrkräfte. Der Schulträger ist die Stiftung Stichting Openbaar Onderwijs Groep Groningen.

## Geschichte
Die erste Schole tho Sunte Meerten (Martinikirche) gab es schon im 14. Jahrhundert an der Stelle, an der heute das Provinzhaus (Martinikerkhof) steht. Sie zog sogar Schüler aus dem Ausland an. 1595 wurde sie als Lateinschule unter dem Rektorat von Ubbo Emmius geführt, in der Nähe des Minoritenklosters. 1847 wurde sie in Stedelijk Gymnasium umbenannt (offizielle Gründung) und zog 1861 in das Minervagebouw (heute Harmonie). Der letzte Umzug war 1882 in den Turfsingel. 1947 erhielt sie den Namen Praedinius Gymnasium nach dem Altrektor aus dem 16. Jahrhundert Regnerus Praedinius. Das Hauptgebäude ist seit 1995 Rijksmonument.

## Bekannte Absolventen
- Thijs Berman (* 1957), Politiker (PvdA)
- Birgit Donker (* 1965), Journalistin
- Johan Huizinga (1872–1945), Historiker
- Christine Mohrmann (1903–1988), Klassische Philologin
- Nico Rost (1896–1967), Schriftsteller